# 雄別炭鉱

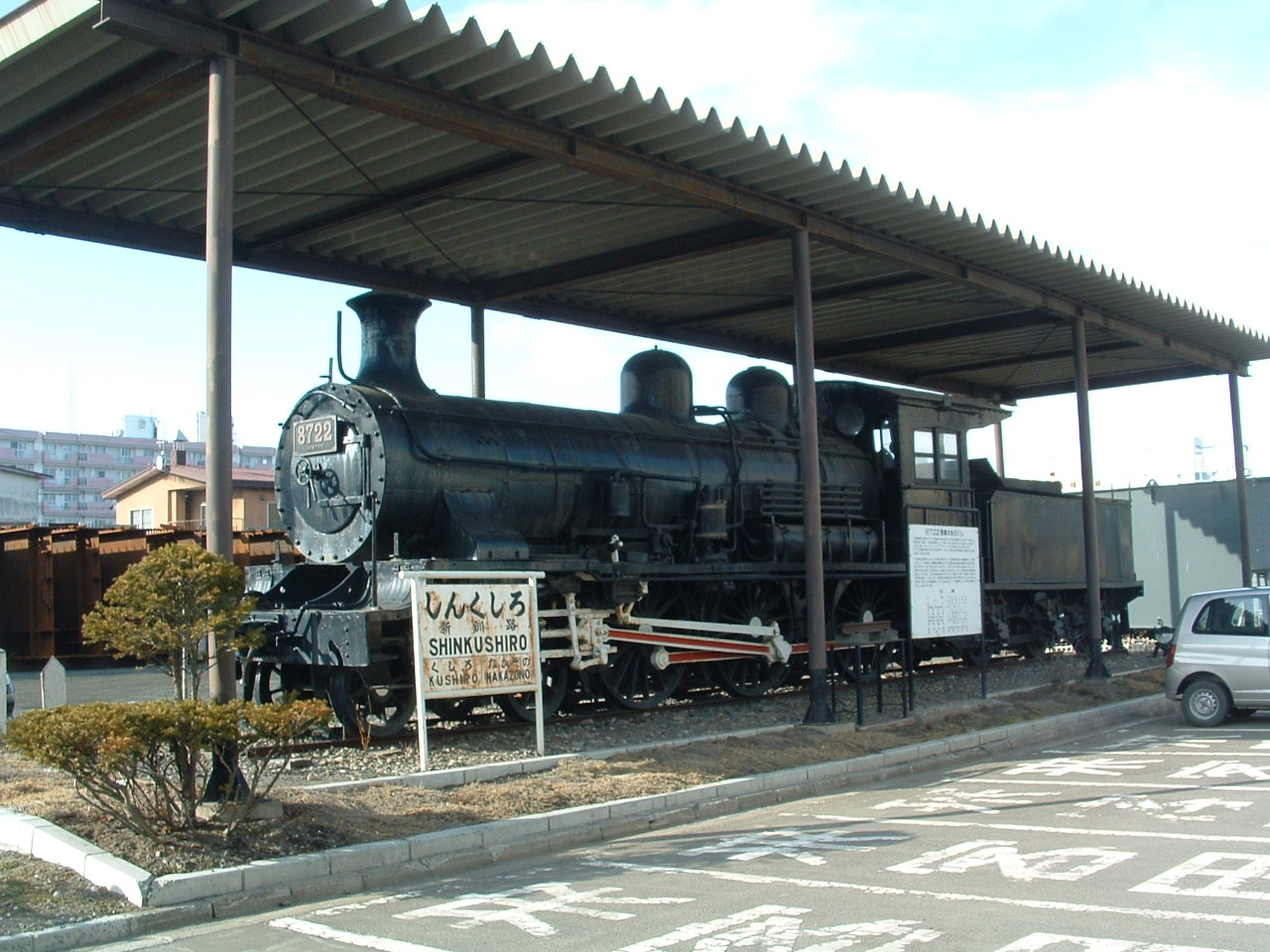
保存されている雄別鉄道8722号/釧路市・釧路製作所

雄別炭鉱（ゆうべつたんこう）は、北海道釧路市（合併前の旧阿寒町）阿寒町雄別に存在した炭鉱。舌辛川沿いに数カ所の坑口が存在したが、主力は雄別通洞であった。

## 概要
1919年（大正8年）12月7日に北海炭礦鉄道株式会社が創業。
翌年、鉄道の敷設と炭鉱の開発が開始された。
1923年（大正12年） 1月17日に鉄道が完成し、炭鉱の操業が開始されるが、1924年（大正13年）に三菱鉱業（現在の三菱マテリアル）が買収し、以後、子会社として分離されるなどの経緯はあったが三菱財閥系の炭鉱として存続した。
1955年（昭和30年）11月1日、坑内でガス爆発があり多数の犠牲者が発生。同月13日に行われた合同慰霊祭には、昭和天皇、香淳皇后から会社に対し花料が贈られた。
1964年に最大出炭量を記録するも、エネルギー革命の波には逆らえず、さらに1969年に茂尻鉱坑内爆発事故を起こしてしまったために出炭を中止。翌1970年2月に雄別炭鉱の三山は閉山に追い込まれた。
突然の閉山のため解雇された3737人の作業員らは行き場を失ったが、当時は高度成長期で人手不足の状況もあり、3月には奥地の炭鉱町へ転職を勧誘する会社が殺到、作業員のほか家族にも求職の手が伸びる売り手市場となった。作業員らの多くは炭鉱の仕事をあきらめ、待遇の良い関東地方などの職場へと移っていった。

## 現在の様子
閉山に至る前後の経緯は、雄別炭礦を参照のこと。
山間僻地であったことから、閉山直後より企業城下町となっていた集落群は無人地帯となった。病院などの施設は現存しているが放置されている。
雄別周辺は国有林であり、現地へ行く際は入林許可を受けなければならない。また、周辺はヒグマの生息地でもある。現存する建物は荒廃が進んでいる。携帯電話も圏外となる。
2007年（平成19年）に経済産業省が近代化遺産として認定したため、保存に向けた動きも出てきている。
2020年（令和2年）、釧路市博物館は雄別炭鉱を含む3炭鉱に関する企画展を開催。その際、寄贈、貸し出しを受けた資料等を取りまとめ、2022年（令和4年）には記録集『雄別炭砿閉山50年　雄別・尺別・上茶路』が作られた。